# Indice de l'inflation perçue
L’indice de l’inflation perçue (IWI en allemand, IPI en anglais) développé par Hans Wolgang Brachinger est un outil statistique destiné à la mesure de l’inflation perçue. Le but de cet indice est de mesurer l’ampleur de l’inflation ressentie de manière subjective par un ménage représentatif lors de ses achats du quotidien. 
L’inflation est connue comme étant l’augmentation significative et continue du niveau général des prix, qui est mesurée en règle générale à l’aide d’un indice des prix à la consommation. Cependant, l’opérationnalisation de l’inflation n’est possible que sous un certain nombre d’hypothèses possédant une certaine marge de manœuvre au niveau de leur conception. La « vraie » inflation n’existe pas. Une inflation mesurée est avant tout une construction.
Dans la perspective des individus, les variations de prix et l’inflation peuvent avoir différentes significations. Brachinger fait la distinction entre la perspective du consommateur et celle de l’acheteur. Le consommateur s’intéresse avant tout au coût (prix) de son panier de biens personnel ainsi qu’au renchérissement de ce panier. Un bien aura alors une importance d’autant plus grande que la part de son coût dans le coût total du panier sera élevée. Cette perspective sert de fondement aux indices des prix à la consommation. Ce qui cependant compte, du point de vue de l’acheteur, ce sont les actes d’achat des biens et les variations de prix de ces derniers. Ainsi, c’est la fréquence d’achat d’un bien, et non la part de son coût dans le panier de biens, qui joue un rôle central.
Pour représenter la perspective de l’acheteur, Brachinger développe sa propre théorie de l’inflation perçue. Le but de cette théorie est de représenter la perception des variations prix en se basant sur le comportement décisionnel. Ainsi, cette théorie repose sur des principes fondamentaux de la psychologie, en particulier sur la théorie des perspectives (en anglais : prospect theory) et sur l’heuristique de disponibilité de Kahneman et Tversky.
Se basant sur cette théorie de l’inflation perçue, sur la théorie traditionnelle des indices des prix et sur les considérations de la statistique officielle, Brachinger a développé l’indice de l'inflation perçue.

## La théorie de l’inflation perçue et ses hypothèses de base
La théorie de l’inflation perçue de Brachinger repose sur les trois hypothèses suivantes :
1. Dans une première phase de la perception, chaque prix d’un bien est comparé à un prix de référence pour le bien en question et interprété en tant que gain ou perte. Les augmentations de prix sont alors perçues en tant que pertes et les diminutions de prix en tant que gains.
2. Les gains et pertes sont évalués avec une fonction de valeur {\displaystyle V} qui attribue une valeur plus importante aux pertes qu’aux gains. Cette évaluation asymétrique est connue dans la littérature sous le nom de aversion à la perte (en anglais : loss aversion). En conséquence, les augmentations de prix sont perçues de manière plus forte que les diminutions de prix.
3. Plus un acheteur aura été confronté à des augmentations de prix par le passé, ou, autrement dit, mieux il se souviendra d’exemples d’augmentation de prix, plus sa perception de l’inflation sera grande. À l’inverse, les diminutions de prix de biens achetés rarement ou de biens sans acte concret d’achat, comme par exemple les loyers, n’influencent guère l’inflation perçue. Ainsi, la perception est directement déterminée par la fréquence des expériences de variations de prix ou la disponibilité des souvenirs de variations de prix.

L’indice de l’inflation perçue repose sur cette théorie de l’inflation perçue et combine des données réelles de prix en tenant compte des trois hypothèses présentées ci-dessus.

## L'indice de l'inflation perçue

### Le concept de l’indice
L’indice de l’inflation perçue se base sur l’indice général de Laspeyres, à l’instar des indices officiels des prix à la consommation. En partant d’un panier de {\displaystyle n} biens représentant les habitudes de consommation d’un ménage représentatif, on obtient l’indice suivant :
{\displaystyle I_{gL}^{0,t}=\sum _{i=1}^{n}G_{i}\left({\frac {p_{i}^{t}}{p_{i}^{0}}}\right)\times g_{i}}
où {\displaystyle p_{i}^{t}} et {\displaystyle p_{i}^{0}} représentent respectivement le prix du bien {\displaystyle i} à la période {\displaystyle t} et {\displaystyle 0}, {\displaystyle G_{i}} une fonction de transformation quelconque du quotient de prix du bien {\displaystyle i} et {\displaystyle g_{i}} une pondération quelconque de la période de base (avec {\displaystyle g_{i}\geq 0} et {\displaystyle \sum _{i}^{n}g_{i}=1}). 
L’idée de l’indice de l’inflation perçue est de choisir la fonction de transformation et les poids de manière qu’ils correspondent à la théorie de l’inflation perçue présentée plus haut. Par conséquent, l’indice de l’inflation perçue peut être interprété en tant que cas particulier de l’indice général de Laspeyres. 

### Les prix de référence
Dans un premier temps, conformément à la première hypothèse présentée plus haut, il convient de déterminer chaque prix de référence qui servira à classer les prix des biens en tant que gain ou en tant que perte. 
Il convient de choisir, pour ce prix de référence, un prix observé dans le passé. Ce dernier peut être le prix de la période servant de base à l’indice des prix à la consommation, n’importe quel autre prix du bien en question observé dans le passé ou encore une moyenne choisie de manière appropriée. Pour des raisons de comparabilité avec l’indice des prix à la consommation, Brachinger préconise d’utiliser en tant que prix de référence le prix {\displaystyle p_{i}^{0}} servant de base au calcul de l’indice des prix à la consommation. 
Par conséquent, dans le cas où le prix d’un bien aura augmenté, c’est-à-dire lorsque le prix d’un bien dans la période sous revue {\displaystyle p_{i}^{t}} est plus élevé que dans la période de base {\displaystyle p_{i}^{0}}, il sera considéré comme perte. À l’inverse, le prix d’un bien sera comptabilisé comme gain si le prix du bien aura baissé entre la période de base et la période sous revue ({\displaystyle p_{i}^{t}} inférieur à {\displaystyle p_{i}^{0}}). 

### La fonction de valeur
Après leur codification en gains ou pertes, les prix des biens sont évalués avec une fonction de valeur (en anglais : value function). On suppose que cette fonction de valeur est indépendante du bien considéré et de son niveau de prix. La fonction de valeur est prise en compte à l’aide d’une fonction de transformation appropriée.
La formule d’un indice de Laspeyres peut être représentée, comme toute autre formule d’indice, par une fonction de variations relatives de prix :
{\displaystyle {\frac {p_{i}^{t}}{p_{i}^{0}}}={\frac {p_{i}^{t}-p_{i}^{0}}{p_{i}^{0}}}+1.}
Ce principe peut être appliqué à la fonction de transformation de telle manière à ce qu’elle ne représente pas le rapport de prix mais la perception des variations relatives de prix. 
De plus, si l’on assume la loi de Weber-Fechner dans le cas de la perception des prix (à savoir qu’une même variation relative d’un stimulus – ici une variation relative de prix – provoque la même variation absolue de la perception et que des variations absolues de la perception sont une fonction linéaire des variations relatives du stimulus), les rapports de prix {\displaystyle p_{i}^{t}/p_{i}^{0}} d’une part ne dépendent plus que des variations perçues de prix, d’autre part sont indépendantes du niveau des prix et peuvent être représentées en tant que fonction linéaire des variations relatives de prix. La loi de Weber-Fechner et l’équation (2) nous permettent d’obtenir la fonction de transformation suivante : 
{\displaystyle G_{i}\left({\frac {p_{i}^{t}}{p_{i}^{0}}}\right)=G_{i}\left({\frac {p_{i}^{t}-p_{i}^{0}}{p_{i}^{0}}}+1\right)=c\left({\frac {p_{i}^{t}-p_{i}^{0}}{p_{i}^{0}}}\right)+1}
En accord avec l’aversion à la perte de Kahneman et Tversky, les pertes (augmentations de prix) sont pondérées de manière plus importante que les gains (diminutions de prix). Il en découle que la fonction de valeur sera plus pentue du côté des augmentations de prix que du côté des diminutions de prix. En d’autres termes, les variations positives de prix devront être multipliées par une constante {\displaystyle c} (correspondant au coefficient d’aversion à la perte) plus importante que les variations négatives de prix. Si l’on norme le coefficient {\displaystyle c} à {\displaystyle 1} pour les variations négatives de prix, la fonction de transformation aura finalement la forme suivante :
{\displaystyle G_{i}\left({\frac {p_{i}^{t}}{p_{i}^{0}}}\right)=\left\{{\begin{array}{ll}{\frac {p_{i}^{t}}{p_{i}^{0}}}&{\mbox{für}}~p_{i}^{t}\leq p_{i}^{0}\\c\left({\frac {p_{i}^{t}-p_{i}^{0}}{p_{i}^{0}}}\right)+1&{\mbox{für}}~p_{i}^{t}>p_{i}^{0}.\end{array}}\right.}
Brachinger propose d’utiliser la valeur de {\displaystyle 2} pour le coefficient d’aversion à la perte {\displaystyle c}, conformément à de nombreuses études empiriques sur le sujet.

### Les pondérations
Pour une spécification complète de la formule générale d’un indice de Laspeyres, il faut définir les poids {\displaystyle g_{i}}. La troisième et dernière hypothèse de la théorie de l’inflation perçue présentée plus haut prévoit qu’un acheteur percevra l’inflation de façon d’autant plus importante que la fréquence à laquelle il aura été confronté à des augmentations de prix sera haute ou que le souvenir des diminutions de prix sera faible. Il est admis que c’est la fréquence d’achat d’un certain bien qui détermine l’intensité de la perception d’une augmentation de son prix. En vue de la mesure de l’inflation perçue, il est ainsi judicieux de choisir pour la pondération {\displaystyle g_{i}} la fréquence relative d’achat d’un bien de la part d’un acheteur moyen durant la période de base.

### Indice de l’inflation perçue
L’indice de l’inflation perçue est obtenu en insérant dans la formule générale d’un indice de Laspeyres, pour chaque bien {\displaystyle i}, la fonction de transformation {\displaystyle G_{i}} présentée précédemment, ainsi que les fréquences relatives d’achat {\displaystyle f_{i}^{0}} de la période de base à la place des poids {\displaystyle g_{i}}. L’indice de l’inflation perçue peut alors être écrit comme suit : 
{\displaystyle IIP(c)^{0,t}=\sum _{i:p_{i}^{t}>p_{i}^{0}}\left[c\left({\frac {p_{i}^{t}-p_{i}^{0}}{p_{i}^{0}}}\right)+1\right]f_{i}^{0}+\sum _{i:p_{i}^{t}\leq p_{i}^{0}}{\frac {p_{i}^{t}}{p_{i}^{0}}}f_{i}^{0}}
L’indice de l’inflation perçue, contrairement à l’indice des prix à la consommation, reflète la perspective d’un acheteur et non celle d’un consommateur. Il quantifie l’ampleur à laquelle un ménage représentatif est affecté par l’inflation dans ses achats quotidiens.

## Mesure de l’inflation perçue pour l’Allemagne

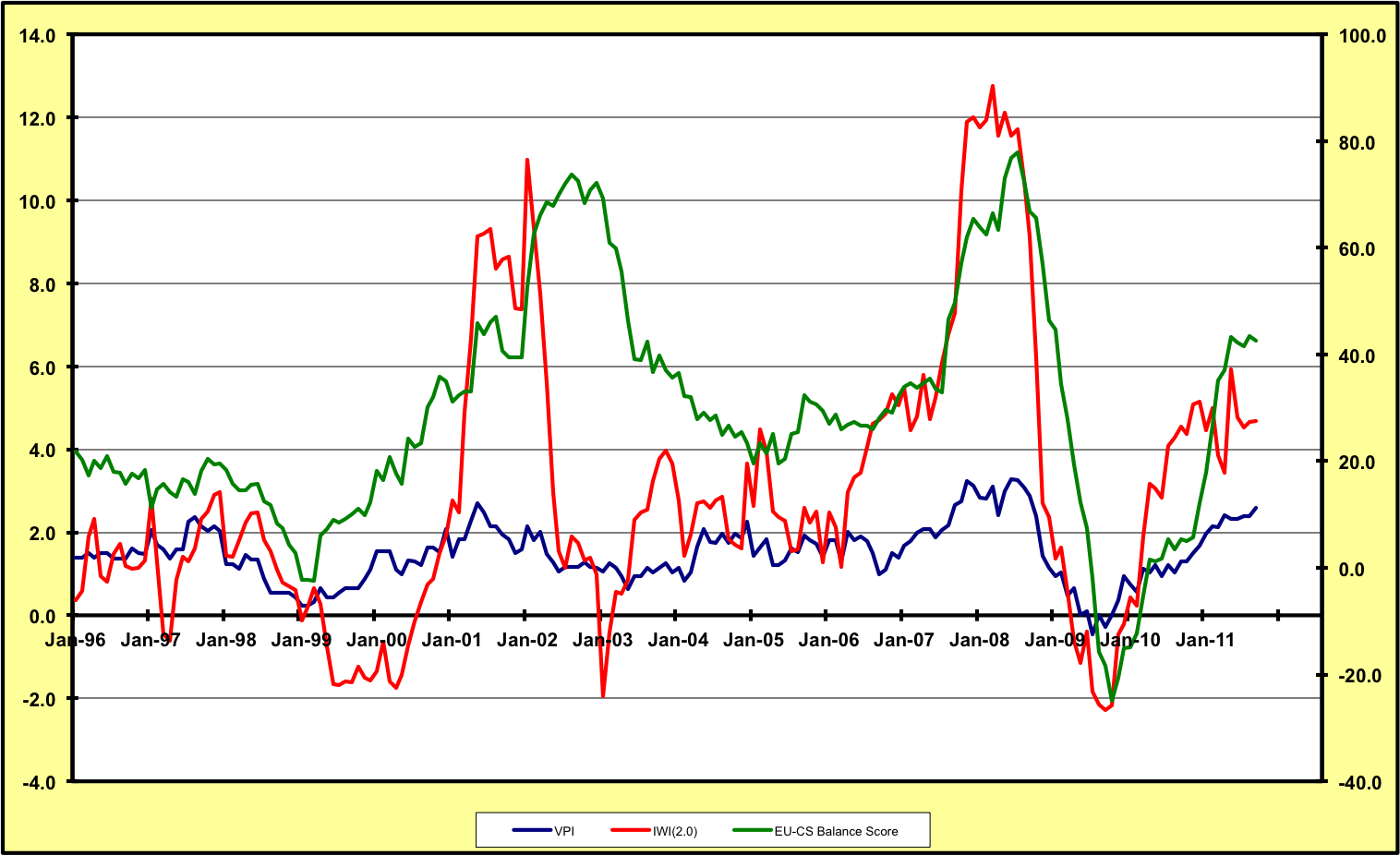
Inflation perçue mesurée à l’aide de l’indice de l’inflation perçue avec un coefficient d’aversion à la perte de 2 (IWI(2.0)) en comparaison avec l’inflation officielle (indice allemand des prix à la consommation, VPI) ainsi que l’inflation perçue mesurée à l’aide du Balance Scores. Sources : CEStat Université de Fribourg Suisse / Statistisches Bundesamt, Wiesbaden / Affaires économiques et financières de la Commission européenne.

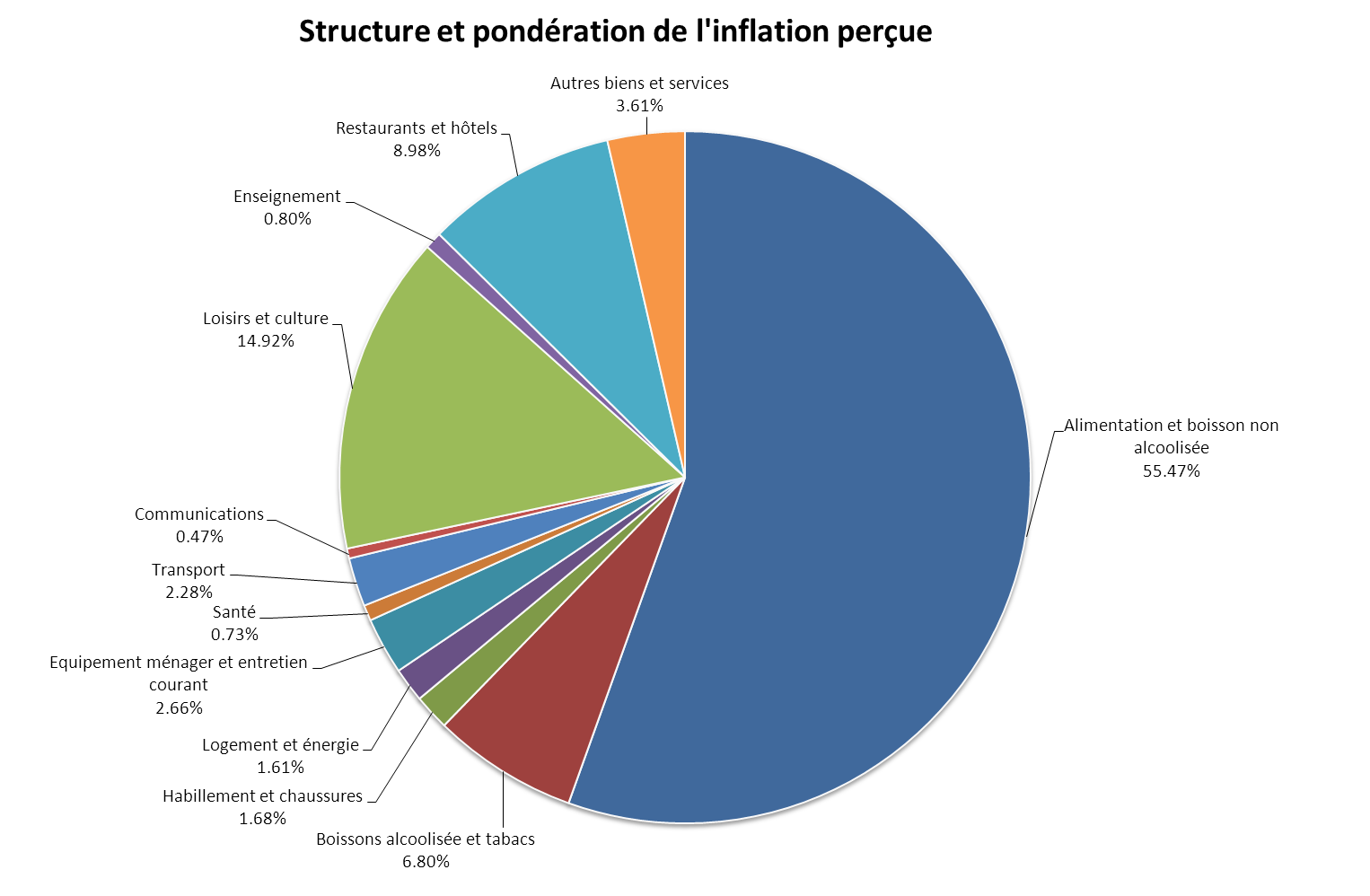
Structure et pondération de l'indice de l'inflation perçue pour l'Allemagne.
Source : CEStat Université de Fribourg Suisse.

Brachinger a calculé l’indice de l’inflation perçue pour l’Allemagne dans le cadre d’un projet commun avec l’Office allemand de la statistique (en allemand : Statistisches Bundesamt). Le but de ce projet visait en premier lieu à expliquer le phénomène de l’ « euro cher » qui a suivi l’introduction des nouveaux billets et pièces. En effet, il y a eu à ce moment-là un important décalage entre le taux d’inflation officiel et la perception d’une forte inflation au sein de la population, reflétée dans les sondages auprès des consommateurs. 
Le graphique ci-contre montre l’évolution de l’inflation en Allemagne mesurée à l’aide de l’indice des prix à la consommation (pour l'Allemagne: Verbraucherpreisindex – VPI) et du résultat de l’enquête auprès des consommateurs EU-CS Balance Score, ainsi qu’avec l’indice de l’inflation perçue avec un coefficient d’aversion à la perte de 2, IWI(2.0). Le diagramme circulaire montre les pondérations de l'indice de l'inflation perçue qui dépendent directement de la fréquence d'achat des biens et services.

L’indice de l’inflation perçue IWI(2.0) a permis de montrer que le prix des biens fréquemment achetés avait déjà fortement augmenté avant l’introduction des nouveaux billets et pièces. L’indice de l’inflation perçue a atteint un premier pic à 11 % en janvier 2002, exactement au moment de l’introduction de la nouvelle monnaie. Au même moment, l’inflation officielle (VPI) était de seulement 2,1 %. Dans les périodes qui ont suivi cet épisode, l’inflation perçue a fortement diminué et est restée relativement faible, avant de remonter brusquement dans les années 2007 et 2008, où elle a même atteint 12,8 %. L'inflation perçue se trouve actuellement à nouveau dans une phase à la hausse, en atteignant jusqu'à 5 %, alors que l'inflation officielle ne dépasse guère les 2 %,.
L’indice de l’inflation perçue a connu une évolution similaire au Balance Score, qui reflète le résultat d’enquêtes auprès de consommateurs de l’Union européenne. L’indice de l’inflation perçue IIP est par conséquent un bon indicateur pour mesurer le ressenti des acheteurs par rapport à l’inflation.